# Gaál Miklós (labdarúgó)
Gaál Miklós (Celldömölk, 1981. május 13. –) magyar labdarúgó.
Profi pályafutását a Pécsi MFC-nél kezdte, utánpótlás válogatott is volt. Ezután játszott a Zalaegerszegi TE és az Újpest csapataiban is.
Másfél évig a portugál Marítimo játékosa volt, ezután a horvát Hajduk Splithez igazolt, 2006 nyarán hároméves szerződést írt alá.
2007. február 17-én játszotta a Hajduk Splitben a 9. mérkőzését 19 forduló alatt. Ezután egy hónap múlva már Oroszországban, az Amkar Perm csapatánál játszott.